# Giganti di Potsdam

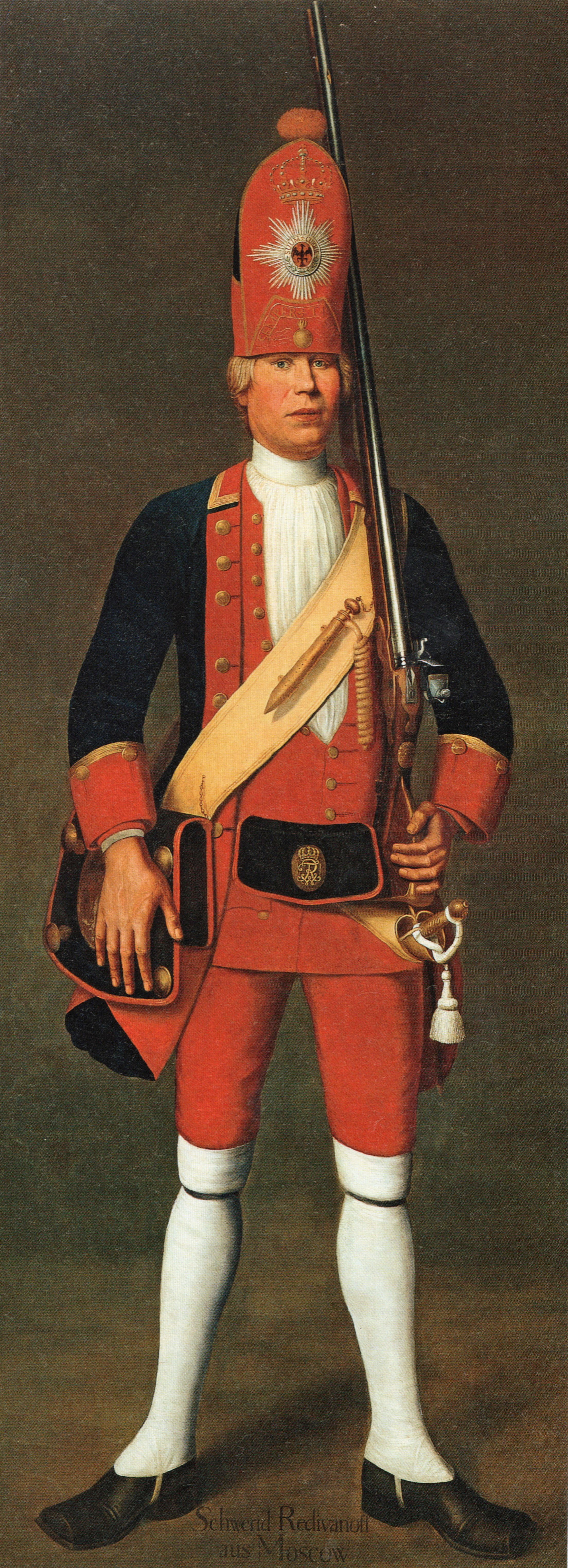
Il soldato di fanteria Schwerid Rediwanoff di Mosca. Rdiwanoff apparteneva al corpo di uomini "donati" dallo zar Pietro il Grande a Federico Guglielmo I dopo aver ricevuto la camera d'ambra.

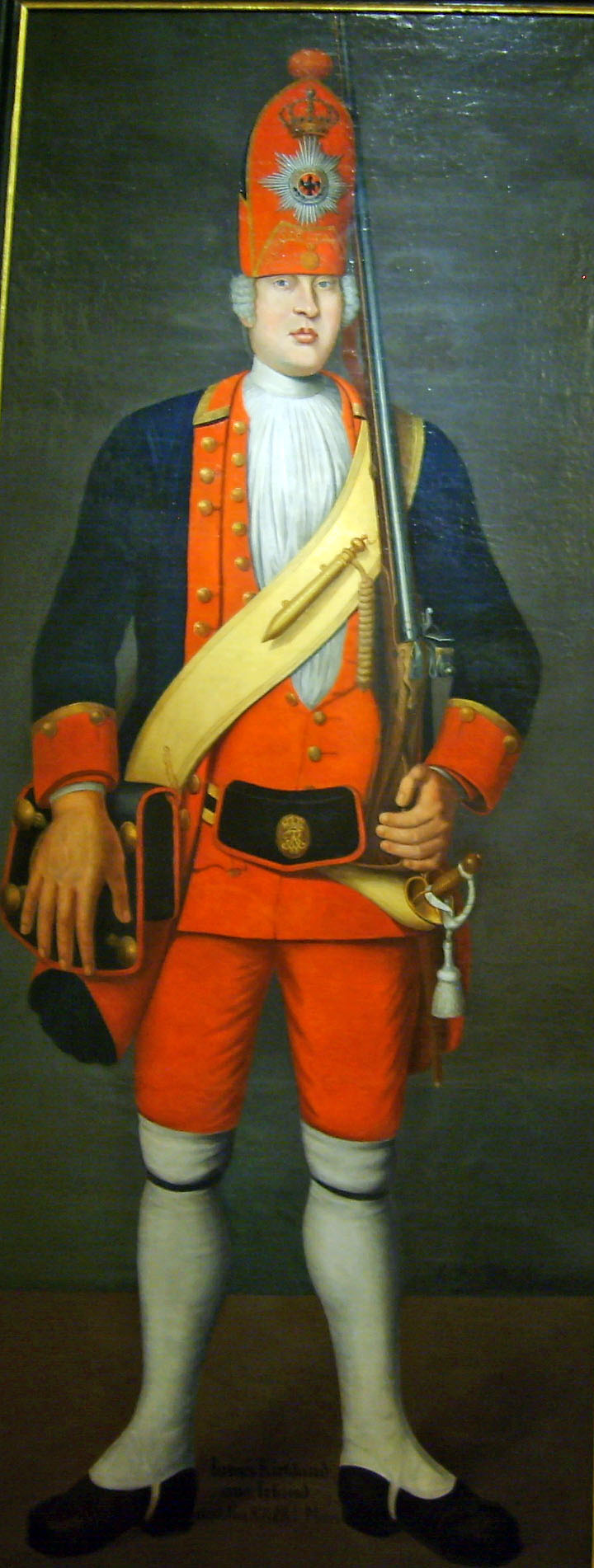
Ritratto dell'irlandese James Kirkland, uno dei granatieri più alti (217 cm).

I giganti di Potsdam erano i componenti del 6º reggimento di fanteria dell'esercito del Regno di Prussia, costituito da soldati molto più alti della media e creato per volere del re Federico Guglielmo I (1688–1740). L'unità era anche nota come la Potsdamer Riesengarde ("guardia gigante di Potsdam") in Germania, ma la popolazione prussiana la chiamava i Lange Kerle (espressione traducibile grosso modo in italiano come "spilungoni").

## Storia del reggimento
Il 6º reggimento venne istituito con la forza di due battaglioni nel 1675 come Regiment Kurprinz sotto il comando del principe Federico di Brandenburgo, il futuro re Federico I in Prussia. Nel 1688 il futuro re Federico Guglielmo I in Prussia divenne il comandante nominale del reggimento. Quando Federico Guglielmo I divenne re in Prussia nel 1713, cominciò a rinforzare l'esercito del suo regno, reclutando 40.000 mercenari destinati a costituire circa la metà degli effettivi. Aveva già iniziato a reclutare soldati più alti della norma e ne aveva bisogno di centinaia di altri ogni anno.

### Una passione stravagante e costosa
Federico Guglielmo I, passato alla storia col soprannome di «Re Sergente», aveva una passione particolarmente stravagante che diventò leggendaria in tutta Europa: si era formato un reggimento di guardie del corpo composto tutto da uomini di altissima statura. Il «Re Sergente» fu particolarmente attento al reclutamento di uomini giovani nel suo reggimento personale di Potsdam, anche se questo poteva essere considerato dai più un suo vezzo personale.
Federico Guglielmo era infatti noto per la sua tirchieria, ma per i giganti di Potsdam faceva follie, cercando in tutti i modi di procurarsi uomini altissimi da arruolare e spendendo delle somme enormi per questo. La creazione del reggimento aveva comunque anche una ragione pratica: i lunghi fucili ad avancarica in uso all'epoca erano difficili da maneggiare per i soldati di bassa statura. Secondo altri, gli uomini del reggimento erano comunque non idonei a combattere per via del loro gigantismo.
Il costo annuale per mantenere questo reggimento era di 291.000 talleri, rispetto ai 72.000 spesi per un reggimento normale. Tra il 1713 ed il 1735 vennero spesi in totale 12 milioni di talleri in fondi da investire nella ricerca di questi uomini: per avere un'idea di quanto fosse alta questa cifra, basti pensare che sotto Federico Guglielmo tutte le entrate annuali del regno di Prussia ammontavano a 7 milioni di talleri.

### A caccia di giganti
Iniziò così una vera e propria caccia ai giganti, cominciata già dal 1712 per cercare uomini che avessero un'altezza minima di 1 metro e 88 centimetri. Federico Guglielmo inviò addirittura i suoi incaricati in Ungheria, nel Regno di Napoli, in Croazia e in Ucraina per reclutare tali uomini, comprandoli spesso fisicamente. Ma Federico Guglielmo riuscì ad andare anche oltre: faceva rapire giganti all'estero e li arruolava illegalmente nel suo reggimento. Il sovrano cercava anche di allevarli, costringendo a sposarsi tra loro uomini e donne di alta statura. Quando il numero di soldati alti aumentò, il reggimento venne soprannominato Giganti di Potsdam. La statura richiesta originariamente era di 6 piedi prussiani (ovvero 188 cm, o 6 piedi e 2 pollici internazionali), molto superiore all'altezza media della popolazione, sia di allora che adesso. Lo stesso Re era alto appena 1,60 metri.
Gli altri re d'Europa capirono subito che il modo migliore per guadagnarsi la sua amicizia era di mandargli qualche uomo alto. L'imperatore d'Austria, lo zar russo Pietro il Grande e anche il sultano dell'Impero ottomano gli mandarono soldati alti per migliorare le relazioni diplomatiche con la Prussia. Diversi soldati di alta statura furono inviati dallo zar Pietro I come regalo personale a Federico Guglielmo I dopo che questi gli aveva donato la famosa Camera d'ambra. I colonnelli di tutti i reggimenti dell'esercito prussiano erano costretti a darsi da fare per scovare reclute alte, perché, quando il «Re Sergente» passava in ispezione il reggimento, aveva la consuetudine di prendere immediatamente alle sue dipendenze le reclute molto alte, concedendo al contempo ricompense e gratificazioni al colonnello; i colonnelli che non trovavano giganti cadevano invece in disgrazia.
Uno dei granatieri più alti fu l'irlandese James Kirkland, alto ben 2,17 metri (quasi 7 piedi prussiani o 7 ft 1 3⁄8 in). Anche il compagno irlandese di Kirkland, il poeta Tomás Ó Caiside, servì nel reggimento dei granatieri giganti di Potsdam. Daniel Cajanus, il famoso gigante finlandese, fece anch'egli parte del reggimento. Sebbene la paga fosse molto alta, non tutti i giganti di Potsdam erano contenti, specialmente quelli reclutati forzosamente, e alcuni tentarono di disertare o suicidarsi.

### La fine del reggimento
A parte il breve intervento della Prussia nella Grande guerra del Nord, il Re Sergente non combatté neanche una guerra durante la sua esistenza, ma si limitò ad affittare - a caro prezzo - i suoi reggimenti all'imperatore per combattere le guerre dell'impero; ad ogni modo, i giganti di Potsdam non scesero mai sul campo di battaglia. Quando Federico Guglielmo morì, il reggimento era costituito da 3.200 uomini.
Federico il Grande, che ebbe un rapporto molto conflittuale con il padre, quando salì al trono decretò con la sua prima riforma il licenziamento del reggimento dei granatieri giganti. Il reggimento venne così dapprima ridotto a battaglione (Garde – Grenadier No. 6) e poi utilizzato nella guerra di successione austriaca nella battaglia di Hohenfriedberg nel 1745, e in quelle di Rossbach, Leuthen, Hochkirch, Liegnitz e Torgau durante la guerra dei sette anni. Il battaglione si arrese nei pressi di Erfurt e Prenzlau dopo la sconfitta prussiana nella battaglia di Jena e venne definitivamente sciolto nel 1806.

## Tradizione
Fin dal 1990 un'associazione privata di Potsdam prova a riportare in vita la tradizione dei «Lange Kerls» e di preservare la memoria dell'unità.